# The Thing That Couldn't Die
The Thing that Couldn't Die is een Amerikaanse horrorfilm uit 1958. De film werd geregisseerd door Will Cowan, naar een scenario van David Duncan.

## Verhaal
Een jonge vrouw met psychische krachten, die bij haar tante op een afgelegen boerderij woont, ontdekt een oude kist. Haar vriend is van mening dat ze de kist het beste met rust kunnen laten tot er een archeoloog bij is. De hebzuchtige eigenaar van de ranch haalt echter een van zijn handlangers over om de kist te openen, daar hij verwacht dat er een schat in zal zitten. In plaats daarvan bevat de kist het hoofd van een man, die 400 jaar geleden werd geëxecuteerd wegens hekserij. Ondanks dat het hoofd eeuwenoud is, is het onaangetast.
Het hoofd ontwaakt en neemt telepathisch de macht over de handlanger. Hij laat de handlanger de rancheigenaar vermoorden, en beveelt hem vervolgens zijn lichaam op te sporen. Als hoofd en lichaam weer herenigd zijn zal de tovenaar zijn oude macht terug krijgen.
De jonge vrouw is zich bewust van het kwaad, en wordt zelf beschermd tegen de macht van het hoofd door een oud kruis dat ze om haar nek draagt. Haar vriend pakt het kruis echter af daar hij denkt dat ze slechts het slachtoffer is van bijgeloof. Hierna neemt het hoofd bezit van haar, en laat haar het lichaam opsporen. Spoedig zijn hoofd en lichaam weer bijeen en herrijst de tovenaar.
De vriend beseft zijn fout, en valt de tovenaar aan met het kruis. Hij dwingt hem hiermee terug te gaan in de kist, waar het lichaam door het kruis vergaat tot as.

## Rolverdeling
| Acteur           | Personage        |
| ---------------- | ---------------- |
| William Reynolds | Gordon Hawthorne |
| Andra Martin     | Linda Madison    |
| Jeffrey Stone    | Hank Huston      |
| Carolyn Kearney  | Jessica Burns    |
| Peggy Converse   | Flavia McIntyre  |
| Robin Hughes     | Gideon Drew      |
| James Anderson   | Boyd Abercrombie |
| Charles Horvath  | Mike             |
| Forrest Lewis    | Julian Ash       |

## Achtergrond
De film werd bespot in de cultserie Mystery Science Theater 3000.